# 碧海信用金庫

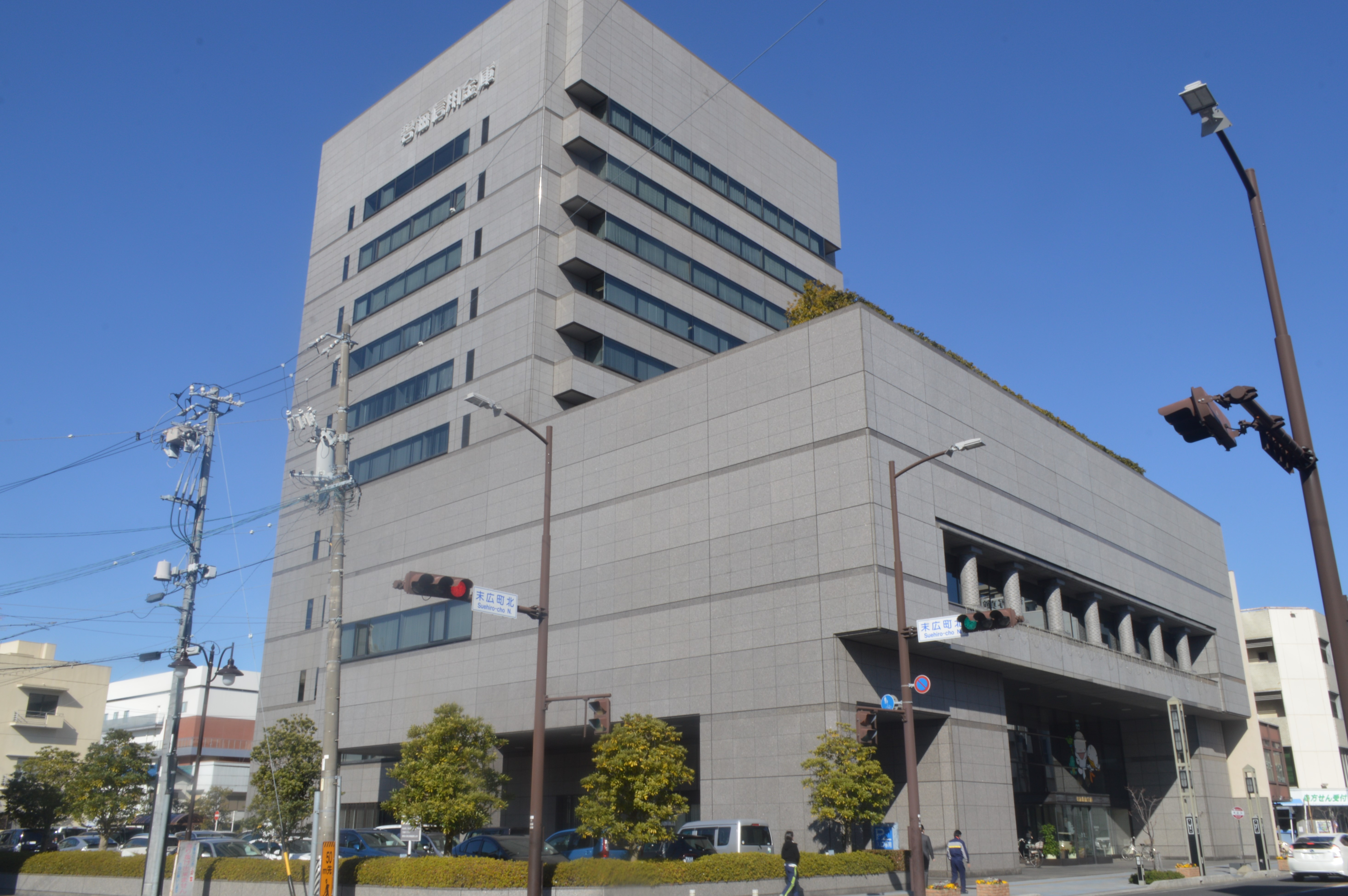
碧海信用金庫本店

碧海信用金庫（へきかいしんようきんこ）は、愛知県安城市に本店を置く信用金庫。通称「へきしん」。

## 概要
旧碧海郡（碧海5市：安城市、刈谷市、知立市、高浜市、碧南市）を中心に、西三河地方及び尾張東部地方を営業基盤とする。名称の由来も旧碧海郡から。愛知県内の信用金庫において預金残高ベースでは岡崎信用金庫に次ぐ規模である（2020年（令和2年）3月末）。預金量1兆円規模の信用金庫の中では珍しく他の金融機関との統合や合併を行ったことがない。マスコットキャラクターとしてスナメリの「めりっとくん」を使用している。

### 代表者
- 会長：山内正幸
- 理事長：深谷誠

### 主な施設・店舗
- 本部 - 安城市御幸本町15-1
- 事務センター - 安城市今本町4-7-3
- 本店営業部（第1ブロック店） - 安城市御幸本町15-1
- 豊田支店（第2ブロック店）
- 岡崎支店（第3ブロック店）
- 大府支店（第4ブロック店）
- 御園支店（第5ブロック店）
- 名古屋営業部 - 名古屋市中区栄1-11-15
- ローンプラザ安城 - 安城市大東町17-11（サルビア支店2階）
- ローンプラザ豊明 - 豊明市前後町善江1657-10（豊明支店2階）
- ローンプラザ知立 - 知立市南新地3-6-20（知立南支店1階）
- ローンプラザ岡崎竜美 - 岡崎市竜美台2-9-2（竜美丘支店1階）
- パーソナルプラザ - 名古屋市中区栄1-11-15（御園支店3階）
- バンコク駐在員事務所 - バンコク パトゥムワン区
- へきしんギャラクシープラザ (安城市文化センター/安城市中央公民館) - 安城市桜町17-11

## 営業地域
店舗設置地区は太字で表記。

### 西三河
安城市・刈谷市・碧南市・岡崎市・豊田市・西尾市・知立市・高浜市・みよし市・額田郡幸田町

### 名古屋市
緑区・南区・天白区・昭和区・東区・中区・瑞穂区・熱田区・港区・中川区・中村区・千種区・名東区・守山区・北区・西区

### 尾張
大府市・東海市・半田市・知多市・豊明市・常滑市・瀬戸市・日進市・尾張旭市・春日井市・長久手市・稲沢市・清須市・北名古屋市・あま市・愛知郡東郷町・知多郡東浦町・知多郡阿久比町・知多郡武豊町・知多郡美浜町・西春日井郡豊山町・海部郡大治町

## 指定金融機関
- 安城市

## 沿革
- 1950年（昭和25年）10月25日 - 碧海信用組合として碧海郡安城町（現安城市）に設立。
- 1952年（昭和27年）1月19日 - 信用金庫に転換、碧海信用金庫に改組。
- 1961年（昭和36年）4月22日 - 新本店を竣工。
- 1978年（昭和53年）11月30日 - 事務センターを竣工。
- 1993年（平成5年）10月13日 - 新本店を竣工。
- 2009年（平成21年） 1月4日 - 新総合オンラインシステムへ移行。
- 2011年（平成23年）3月22日 - エコアクション21を認証取得。
- 2014年（平成26年）7月2日 - バンコク駐在員事務所を開設。
- 2017年（平成29年）7月 - 御園支店（THE LINK SQUARE HEKIKAI）竣工。
- 2019年（令和元年）11月18日 - この日から磁気の影響を受けにくい新しい通帳（Hi-Co通帳）を取扱開始した(Hi-Co通帳に対応していない信用金庫ATMではHi-Co通帳は使えない。) [1]。

## グループ会社
- へきしんリース株式会社 - リース業務
- へきしん信用保証株式会社 - 信用保証業務・担保評価管理業務

## 関連法人
- 公益財団法人碧海育英会

## 業務提携
- インドネシア国際銀行（インドネシア）
- ベトナム投資開発銀行（ベトナム）
- 交通銀行（中国）